# Caída del comunismo en Albania
La caída del comunismo en Albania, el último evento de este tipo en Europa fuera de la URSS, comenzó en diciembre de 1990 con manifestaciones estudiantiles en la capital, Tirana, aunque las protestas habían comenzado a principios de ese año en otras ciudades como Shkodra y Kavaja. El Comité Central del Partido del Trabajo de Albania (PPSH por sus siglas en albanés) permitió el pluralismo político el 11 de diciembre y el partido de oposición más grande, el Partido Democrático de Albania, se fundó al día siguiente. Las elecciones de marzo de 1991 dieron la victoria al Partido Comunista, que de esta forma se mantuvo en el poder, pero una huelga general y la oposición urbana llevaron a la formación de un «gobierno de estabilidad» que incluía a no comunistas. El Partido Socialista de Albania, sucesor del antiguo partido comunista, fue ampliamente derrotado en las elecciones parlamentarias albanesas en marzo de 1992, en medio del colapso económico y el malestar social, con el Partido Democrático ganando la mayoría de los escaños y su jefe de partido, Sali Berisha, convirtiéndose en presidente.

## Situación

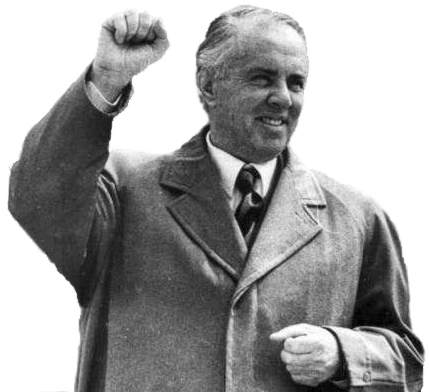
Dictador de Albania Enver Hoxha.

Enver Hoxha, quien gobernó la República Popular Socialista de Albania durante cuatro décadas, murió el 11 de abril de 1985. Ramiz Alia sucedió a Hoxha como Primer Secretario del Partido del Trabajo, e introdujo gradualmente reformas económicas y abrió relaciones diplomáticas con Europa Occidental y países.
Durante las revoluciones de 1989 muchos albaneses permanecieron inconscientes de los acontecimientos debido a la escasez de información dentro del estado aislado. Algunos albaneses ni siquiera sabían que el Muro de Berlín había caído en noviembre de 1989.
En enero de 1990, comenzaron las primeras revueltas en Shkodra, donde unos cientos de personas querían demoler la estatua de Iósif Stalin, y desde allí se extendieron a algunas otras ciudades. Finalmente, el régimen existente introdujo cierta liberalización, incluidas medidas en 1990 que otorgan libertad para  viajar al extranjero. Se iniciaron esfuerzos para mejorar los lazos con el mundo exterior.
El líder soviético Mijaíl Gorbachov había adoptado nuevas políticas de glasnost y perestroika en la Unión Soviética en 1985. Después de que Nicolae Ceaușescu, el líder comunista de Rumania, fuera ejecutado durante la Revolución rumana de 1989, Alia sabía que podría ser el siguiente si no se realizaban cambios radicales. Luego firmó el Acuerdo de Helsinki que luego obligó a la conformidad con las normas de derechos humanos de Europa occidental. Alia también organizó una reunión con los principales intelectuales de la época sobre las formas de reformar el sistema político albanés. Bajo Alia, las primeras elecciones pluralistas tuvieron lugar desde que los comunistas tomaron el poder en Albania en 1944. El partido de Alia ganó las elecciones del 31 de marzo de 1991.
Sin embargo, estaba claro que la transición al capitalismo no se detendría. Muchos miembros destacados del recién formado Partido Democrático de Albania usaron gabardinas ligeras durante las manifestaciones, mientras que Sali Berisha, que todavía era miembro del Partido del Trabajo, agradeció a Ramiz Alia cuando se dirigió a los estudiantes, y fue visto conduciendo por la Plaza Skanderbeg con un vehículo del gobierno. Mientras tanto, la policía estatal aplastó una manifestación estudiantil en los dormitorios de la ciudad estudiantil de Tirana. Ramiz Alia invitó a una delegación de estudiantes de la Universidad de Tirana para discutir sus preocupaciones y llegar a un compromiso.
Los comunistas lograron mantener el control del gobierno en la primera vuelta de las elecciones, pero cayeron dos meses después durante una huelga general. Un comité de "salvación nacional" asumió el control, pero también se derrumbó en seis meses. Alia dimitió como presidente y fue sucedido por Berisha, el primer líder democráticamente elegido de Albania desde el obispo Fan Noli.

## Gobierno poscomunista
El cambio del comunismo al capitalismo evidentemente enfrentó muchos desafíos. El Partido Democrático tuvo que implementar las reformas que había prometido, pero fueron demasiado lentas o no resolvieron los problemas de la nación, por lo que la gente se decepcionó cuando sus esperanzas de una rápida prosperidad no se cumplieron. Muchos albaneses también se sintieron frustrados por el creciente autoritarismo de Sali Berisha, incluida la presión sobre la oposición, los medios de comunicación y la sociedad civil. En las elecciones generales de junio de 1996, el Partido Demócrata intentó obtener la mayoría absoluta y manipuló los resultados.
El gobierno cayó en 1997 después del colapso de una serie de grandes "esquemas piramidales" (más exactamente, esquemas Ponzi) y generalizados casos de corrupción, que causó desorden y rebelión en todo el país. El gobierno intentó reprimir la revuelta por la fuerza, pero el intento fracasó debido a la baja moral y la corrupción en las fuerzas armadas. Con la ayuda de la mediación internacional dirigida por el enviado especial de la OSCE Franz Vranitzky, los partidos gobernantes y de oposición acordaron formar un Gobierno de Reconciliación y celebrar nuevas elecciones. Para asegurar la calma y prevenir un flujo de refugiados hacia el exterior, nueve estados aportaron fuerzas militares a una fuerza internacional llamada Operación Alba.
Las elecciones parlamentarias de 1997 llevaron al poder al opositor Partido Socialista (antiguo partido comunista), que gobernó bajo varios primeros ministros hasta 2005. El Partido Democrático ganó las elecciones parlamentarias en 2005 y 2009, y Albania fue gobernada nuevamente por Sali Berisha, esta vez como primer ministro. El Partido Socialista de Albania ganó las elecciones en 2013 y Albania está gobernada desde entonces por el líder de dicho partido y primer ministro Edi Rama.
Según la constitución, aprobada por referéndum el 22 de noviembre de 1998, promulgada el 28 de noviembre de 1998 y enmendada en enero de 2007, Albania tiene un sistema democrático de gobierno con separación de poderes y protección de los derechos humanos fundamentales.
Desde el fin del comunismo, el país se alineó más hacia Occidente, aunque poco entusiastas, con Rusia o China. Albania se unió a la OTAN en 2009 y tiene como objetivo unirse a la Unión Europea en el futuro.

## Otras lecturas
- Anders Åslund & Örjan Sjöberg (1992) Privatisation and transition to a market economy in Albania, Communist Economies and Economic Transformation, 4:1, 135-150
- Rama, Shinasi (2019). The End of Communist Rule in Albania: Political Change and The Role of The Student Movement. Routledge. ISBN 9780367193607.